# 大钟寺
39°58′08″N 116°20′17″E / 39.968756°N 116.33794°E
大鐘寺古鐘博物館，原名覺生寺，因寺內存放永樂大鐘，故又俗稱大鐘寺，位於北京市海淀區北三环西路甲31号，始建於清雍正十一年（1733年），本為皇家汉传佛教寺廟，1985年辟為大鐘寺古鐘博物館，为北京市文物局直属单位，展示中、外古代鐘鈴共400多件。1996年，覺生寺被中華人民共和國國務院列为全國重點文物保護單位。

## 歷史

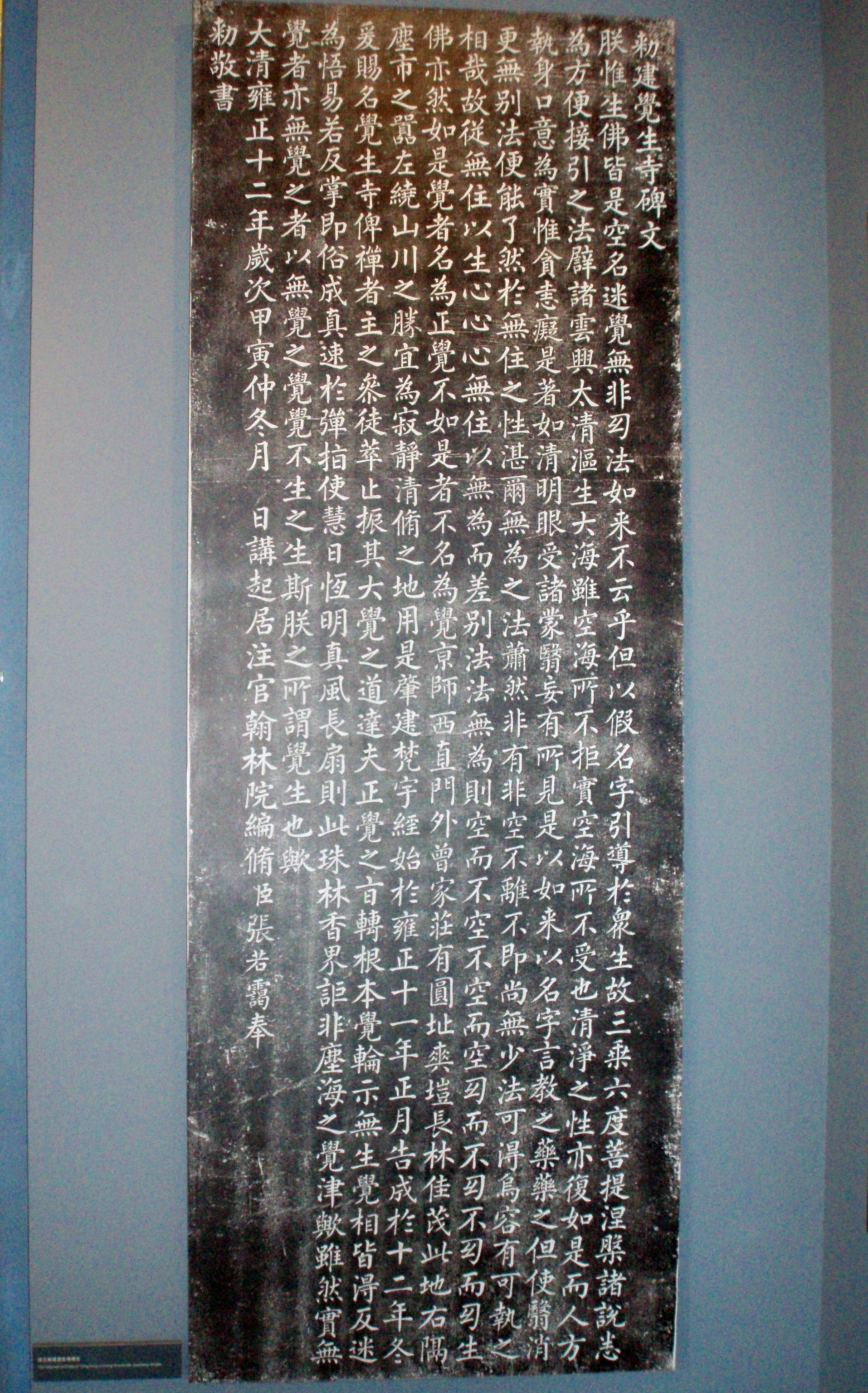
《敕建覺生寺碑文》拓本，1734年

覺生寺始建於清雍正十一年（1733年），由雍正帝下旨敕建，到雍正十二年（1734年）冬天正式獲賜名覺生寺，現時覺生寺山門的「敕建覺生寺」匾額乃由康熙十七子果亲王书写，引首钤印：奉敕敬书；落款钤印两枚：自得居士、果亲王宝。根據雍正帝在雍正十二年（1734年）所立的《敕建覺生寺碑文》記載，雍正帝選址西直門外曾家莊（今海淀區內）建寺，乃在於該處高朗乾爽，林木佳茂，而且「右隔塵市之囂，左繞山川之勝」，適宜用作「寂靜清修之地」。該碑文又記載，雍正帝有云「以無覺之覺，覺不生之生……所謂覺生也」，是故雍正帝為寺廟取名覺生寺，希望借佛寺「振其大覺之道，達夫正覺之旨」。
覺生寺最初為皇家佛教寺廟，到乾隆八年（1743年），乾隆帝將位於萬壽寺的永樂大鐘移到覺生寺，故覺生寺又被俗稱為「大鐘寺」。乾隆帝在位期間，曾多次親赴覺生寺祈雨，至乾隆五十二年（1787年）更下令辟覺生寺為祈雨場所之一，此後祈雨活動一至持續至清末。覺生寺曾為清代京師最重要的寺廟之一，據清代《京師寺廟細數摺》所載，京師共有寺廟291處，而覺生寺僅名列於萬善殿和萬壽寺之後。

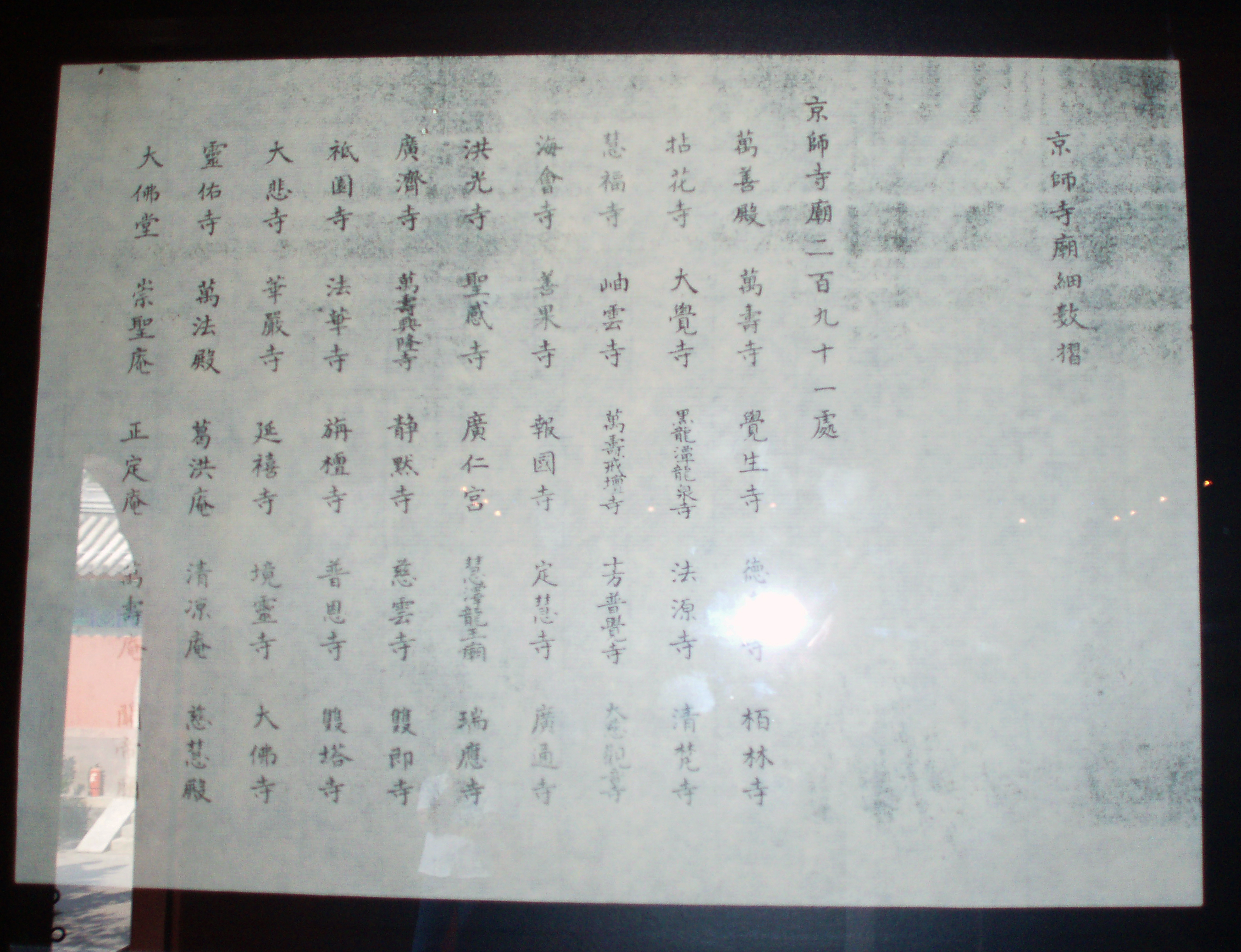
清朝《京師寺廟細數摺》

大鐘寺在清末漸漸從皇家寺廟過渡成為平民化的寺廟，除了成為修道場所外，每年農曆正月初一至十五更會舉行盛大廟會，並且是北京「八大傳統廟會」之一。中華民國成立後，大鐘寺曾先後在1929年及1936年向北平市公安局和社會局進行登記，獲得了禮佛的執照。
歷經第二次世界大戰和中華人民共和國成立後，大鐘寺曾在1957年10月28日被北京市公佈為第一批市級文物保護單位，惟寺廟長年無人打理，日久失修，而且還被工廠佔用，寺內除了永樂大鐘尚仍留存外，其他文物一概盡失。後來文化大革命完結後，大鐘寺寺內建築淒涼破敗，極需維護，北京市政府遂於1980年2月批准成立大鐘寺文物保管所，後又於1984年11月批准成立大鐘寺古鐘博物館，開始對全寺展開修繕工程，終於在1985年10月正式開放，並舉行了建館典禮。

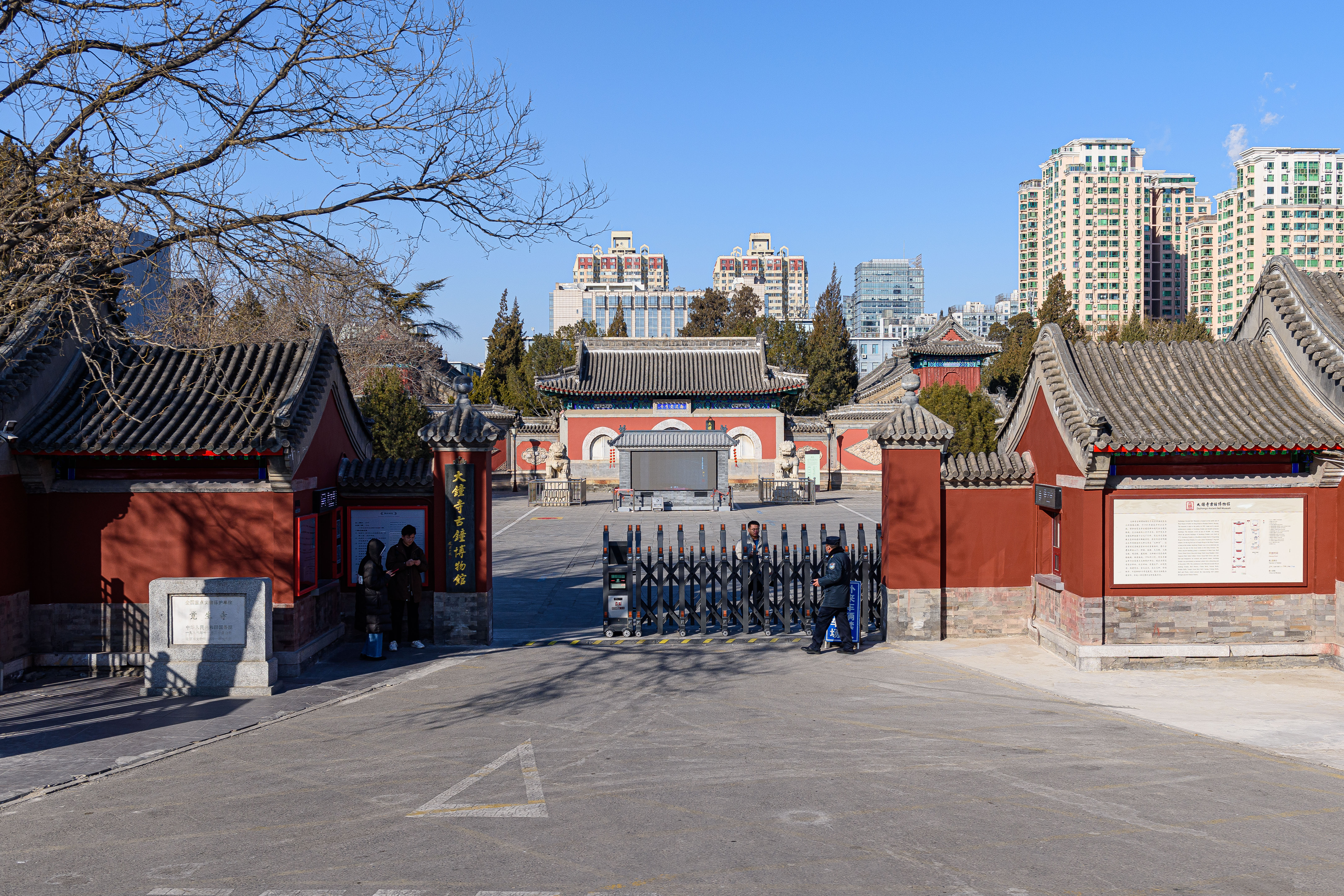
大钟寺古钟博物馆正门

在1996年，覺生寺獲中華人民共和國國務院列入全國重點文物保護單位，受國家保護。現時大鐘寺雖已改成博物館，但每年農曆正月也會舉行昔日的廟會。

## 建筑
覺生寺佔地約30,000平方米，陳列館面積約2,500平方米，而寺內現仍留存的主要建築包括：
1. 山門：山門兩旁為影壁，門前有石獅一對，山門上有康熙十七子果亲王手書的「敕建覺生寺」匾額，額上刻有穿雲飛龍九條。覺生寺的正門的每扇大門都有九九八十一顆門釘，意味該寺為皇家寺廟。
2. 天王殿：一層高硬山頂建築。
3. 大雄寶殿：一層高硬山頂建築。
4. 觀音殿：一層高硬山頂建築。
5. 藏經樓：兩層高硬山頂建築。
6. 大鐘樓：兩層高，下層為方形，上層為圓形尖頂，有「天圓地方」之意。大鐘樓門口有「華嚴覺海」匾額，乃乾隆帝御筆手書。
7. 鼓樓：兩層高，歇山頂。
8. 九亭鐘園：於1994年擴建而成，佔地2,200平方米，內有鐘亭九座。

上面列出的主要建築，除了鼓樓及九亭鐘園，其餘皆座落於一條中軸線上，坐北朝南，連成一線。而事實上，覺生寺的中軸線稍微向西傾斜，是存有誤差的。除上述建築外，寺內亦建有僧坊等建築物。

## 住持
由於文獻散佚，故歷任覺生寺住持資料並不齊全，而現時已知的住持包括：
- 超成（生卒不詳）：任內曾於乾隆十一年（1746年）「跪奉聖駕」。
- 徹悟（1741年－1810年）：諱際醒，字訥堂，號夢東，乾隆五十七年（1792年）起任覺生寺住持，至嘉慶五年（1800年）卸任，被公認為淨土宗第十二代祖師。
- 崇理杲鑒（生卒不詳）：曾於嘉慶及道光年間任覺生寺住持，為華嚴宗三十二世。
- 海峰源亮（生卒不詳）：與崇理杲鑒同為華嚴宗三十二世。
- 雲升（生卒不詳）：清末民初人，曾於光緒年間主持修繕寺內的大鐘樓，並叩化銀兩，於光緒三十一年（1905年）立功德匾額。
- 普順（1874年－？）：1927年退任覺生寺住持，退院後仍留居於覺生寺。
- 體仁（1899年－？）：1927年從普順接任覺生寺住持，根據文獻，至少到1938年仍在任住持，是已知覺生寺的最後一任住持。

## 館藏

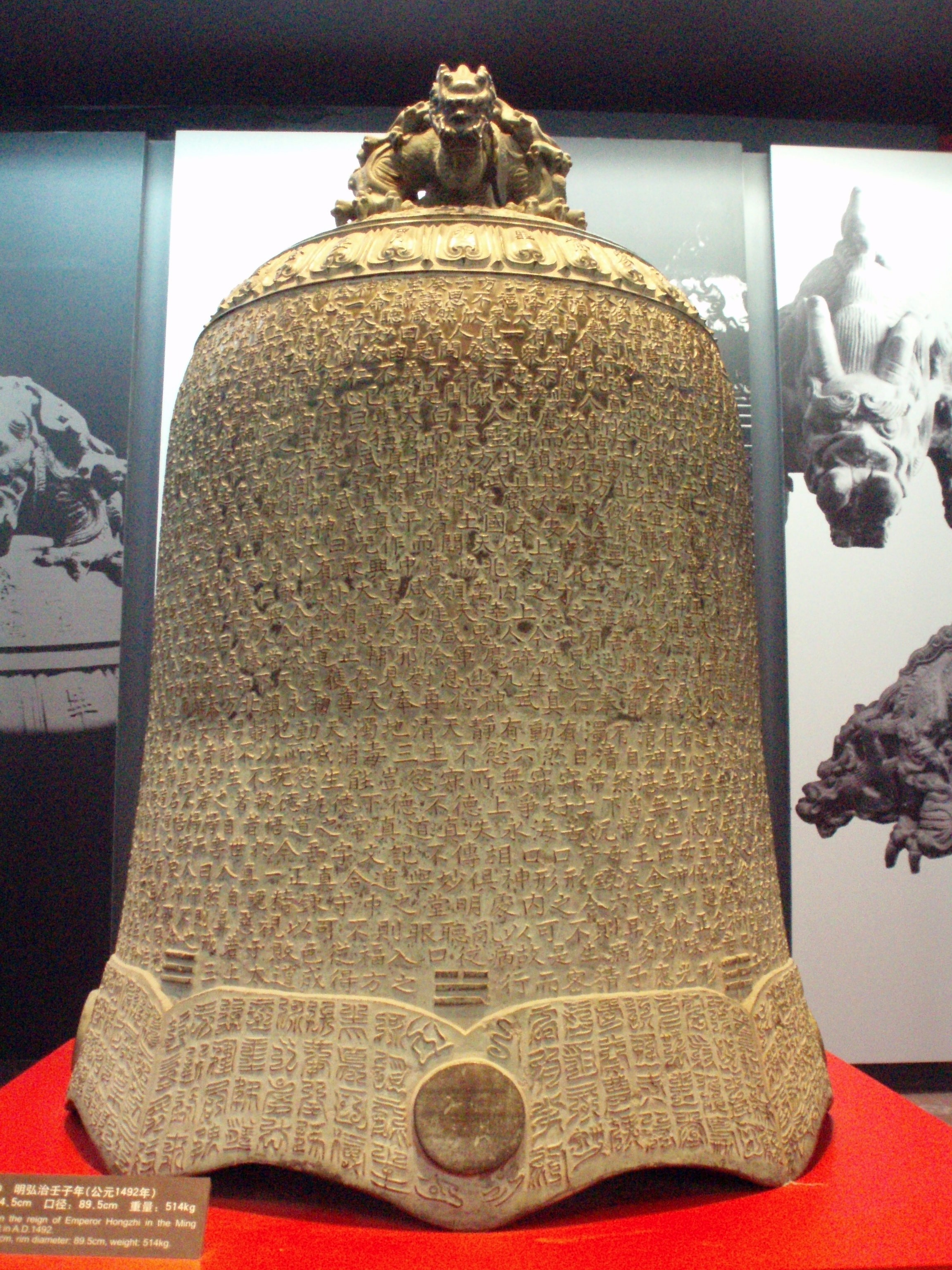
館內展示的明弘治壬子年（1492年）製銅鐘一只，鐘面鑄滿經文。

大鐘寺內本身的文物多已消失殆盡，故現時除了永樂大鐘外，古鐘博物館內展示的鐘器，都不是來自大鐘寺的。大鐘寺古鐘博物館展示了中、外古鐘鈴共400多件，其中一級文物6件，古鐘200多件，古鈴190多件，是中國現時唯一專門「以收藏、展覽、研究、開發利用古鐘和古鐘資料、傳播古鐘文化知識為宗旨的專題性博物館」。
大鐘寺原本的天王殿現時為「歷史沿革」展區，入面介紹了大鐘寺的歷史；原大雄寶殿辟作「戰國編鐘」展廳，入面安放了曾侯乙編鐘的複製品；原觀音殿則為「佛道鐘鈴」展區，擺放鐘、鈴；至於原藏書樓則改為「明清精品」展區。除了上述展區外，寺內其他地方亦被辟作展館，分別為「早期鐘鈴」、「鐘鈴鑄造」、「外國鐘鈴」等展區，而九亭鐘園內亦存放不少古鐘。
大鐘寺內的藏品以明、清兩代為主，亦有部份屬唐、宋、元代及民國。館內亦有少量古代陶鐘，以及外國的古鐘。大鐘寺內的展品多為真品，但也有少量屬複製品。除了古鐘以外，寺內亦擺放了一些鐘板、水鉢、香爐及銅像等的展品。在1992年，大鐘寺古鐘博物館成立了北京鐘博智能研究所及北京鐘王技術開發公司，開始自行鑄造青銅仿古鐘。

### 永樂大鐘

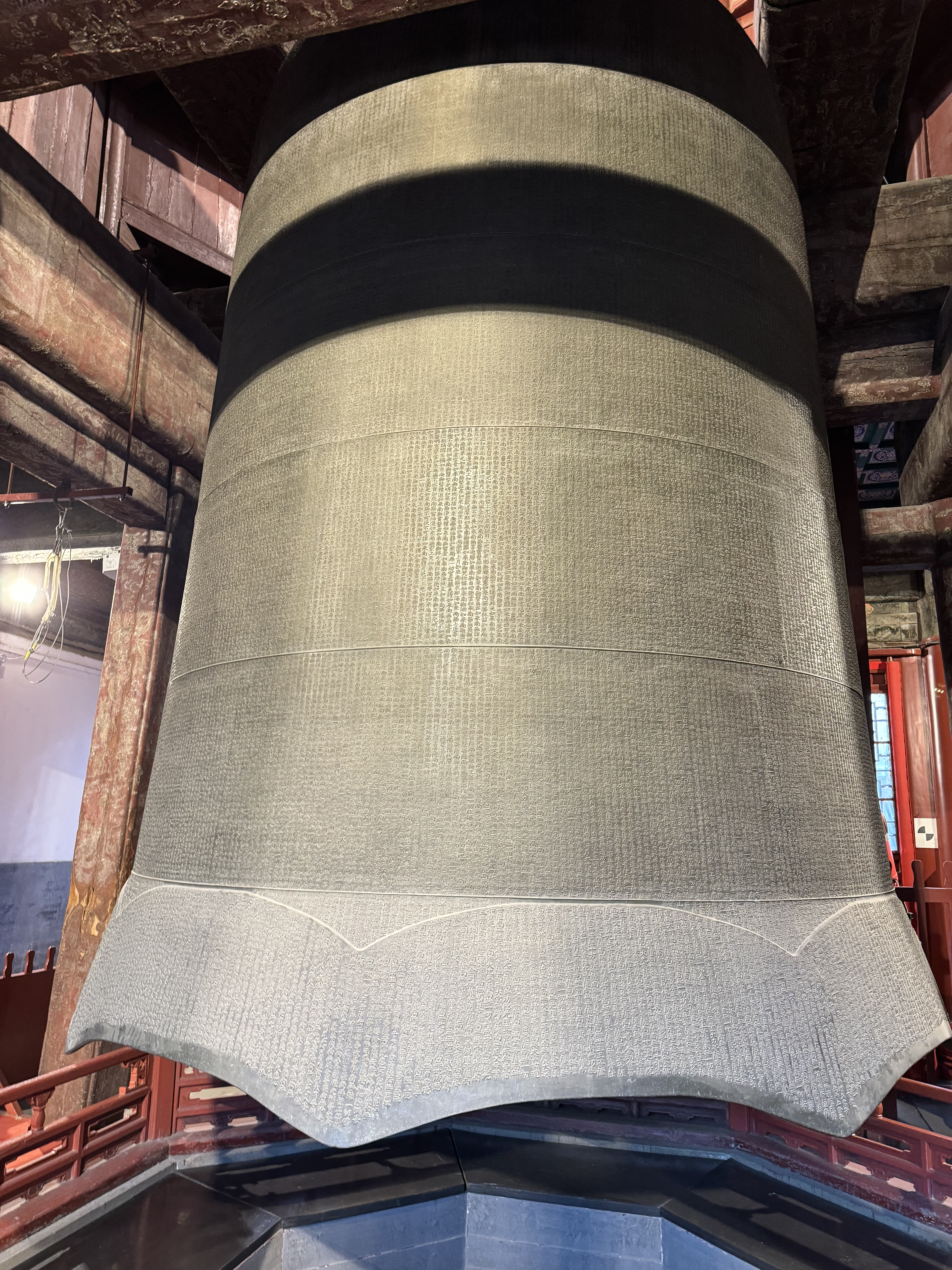
世上最大佛钟-永乐大钟

永樂大鐘是大鐘寺內最重要的藏品，它於明朝永樂年間（約1420年－1424年）鑄造，鐘面及鐘內壁刻滿佛教經文23萬多字，重46.5噸，高6.75米，鐘肩外徑2.4米，口沿外徑3.3米，是世界最大的佛鐘。永樂大鐘在北京鐘鼓樓以西鑄鍾胡同內的鑄鐘廠鑄成後，被移送到景山以東的漢經廠安放，至萬曆五年（1577年）移到西直門外萬壽寺，到乾隆八年（1743年）才移到大鐘寺，存放至今。
永樂大鐘被移往大鐘寺，是因為當時陰陽家有言京城「不宜有金聲」，而大鐘寺所在剛好座落於青龍白虎及朱雀玄武的方位中，避免了「帝裡白虎分不宜鳴鐘」的禁忌。加上大鐘寺位處京城以北，而北方屬土，大鐘屬金，能取其「金土相生」之意，因此大鐘寺成為存放永樂大鐘的理想地方。
據悉，當年在搬運大鐘時，要在沿途每隔一里挖水井一口，另要在沿途挖一淺溝，然後在冬天從水井打水，並灌於淺溝上，使淺溝結冰，接著便可將大鐘由畜力拖行至目的地。拖至大鐘寺後，由於大鐘太大，相傳當時的建築人員遂採用堆土造山的方法，將大鐘拖行至土堆上，然後才修建大鐘樓的，這種建樓的方法亦可以「先安鐘，後建樓」概括之。整座大鐘，僅於鐘鈕處靠一根寬6厘米，長1米的銅銷子掛起，歷經多年，依然安然無恙。

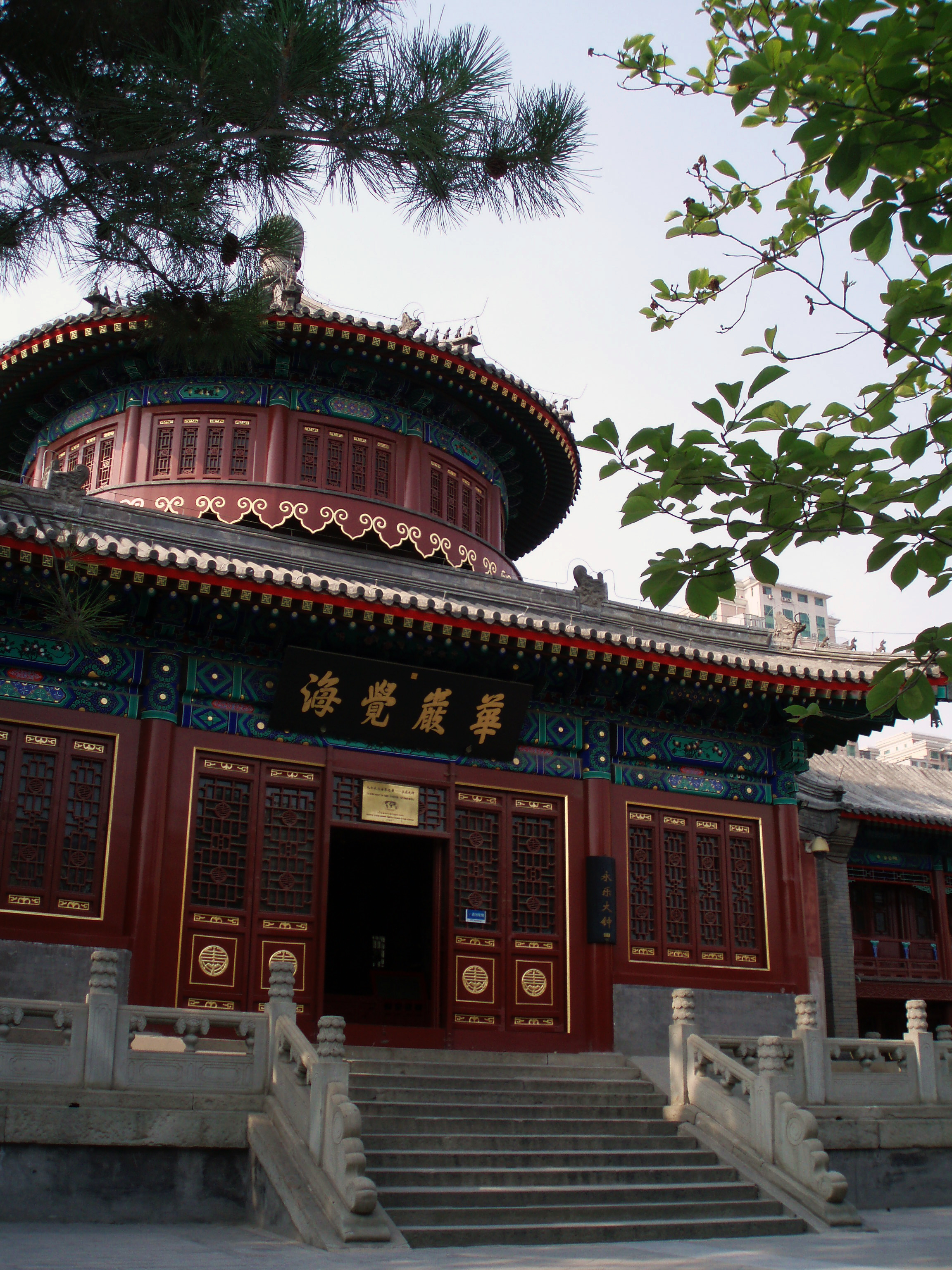
安放大鐘的大鐘樓，門前掛有「華嚴覺海」匾額。

掛起大鐘後，整座大鐘樓再蓋上第二層的圓形樓頂，方告建成。這座大鐘樓，第二層呈圓形，第一層呈方形，有「天圓地方」之意，而這座別稱「華嚴鐘」的永樂大鐘遷入後，乾隆帝特意御筆親書「華嚴覺海」匾額，掛於大鐘樓門口。大鐘樓建成後，整座覺生寺方告完全竣工。
自大鐘搬入大鐘寺後，大鐘遂成為了歷代皇帝祈雨的重要法器。除了農曆新年以外，更有「非祈雨不鳴」的傳統。至於以大鐘祈雨的儀式，一直到清朝末年才告式微。
昔日，每逢農曆正月初一至十五，大鐘寺都會舉行大型廟會，善信絡繹不絕，燒香拜佛，寺內香火鼎盛。至於佛廟山門前的大片空地，則吸引商人設攤售貨，貨物各式各樣，琳瑯滿目。此外，廟會亦有雜技、戲曲和演唱等表演，並有「跑快車」（賽車）和「走馬」（賽馬）等活動，場面好不熱鬧。

永樂大鐘也是廟會的焦點所在，昔日廟會有所謂的「打金錢眼」活動，是指遊人登上大鐘樓二樓，將銅鐵拋擲到鐘頂的圓洞口，如拋過圓洞口，來年將可大吉大利。在農曆春節期間，大鐘寺每天還會敲永樂大鐘108響，以示帶走佛教認為人所有的108種煩惱。現時大鐘寺雖然已成為博物館，但仍復興了昔日的廟會，除了在每年元旦零時敲鐘108響外，農曆大年初一、初二和初三都會在早、午、晚敲鐘，但每次只敲三響。

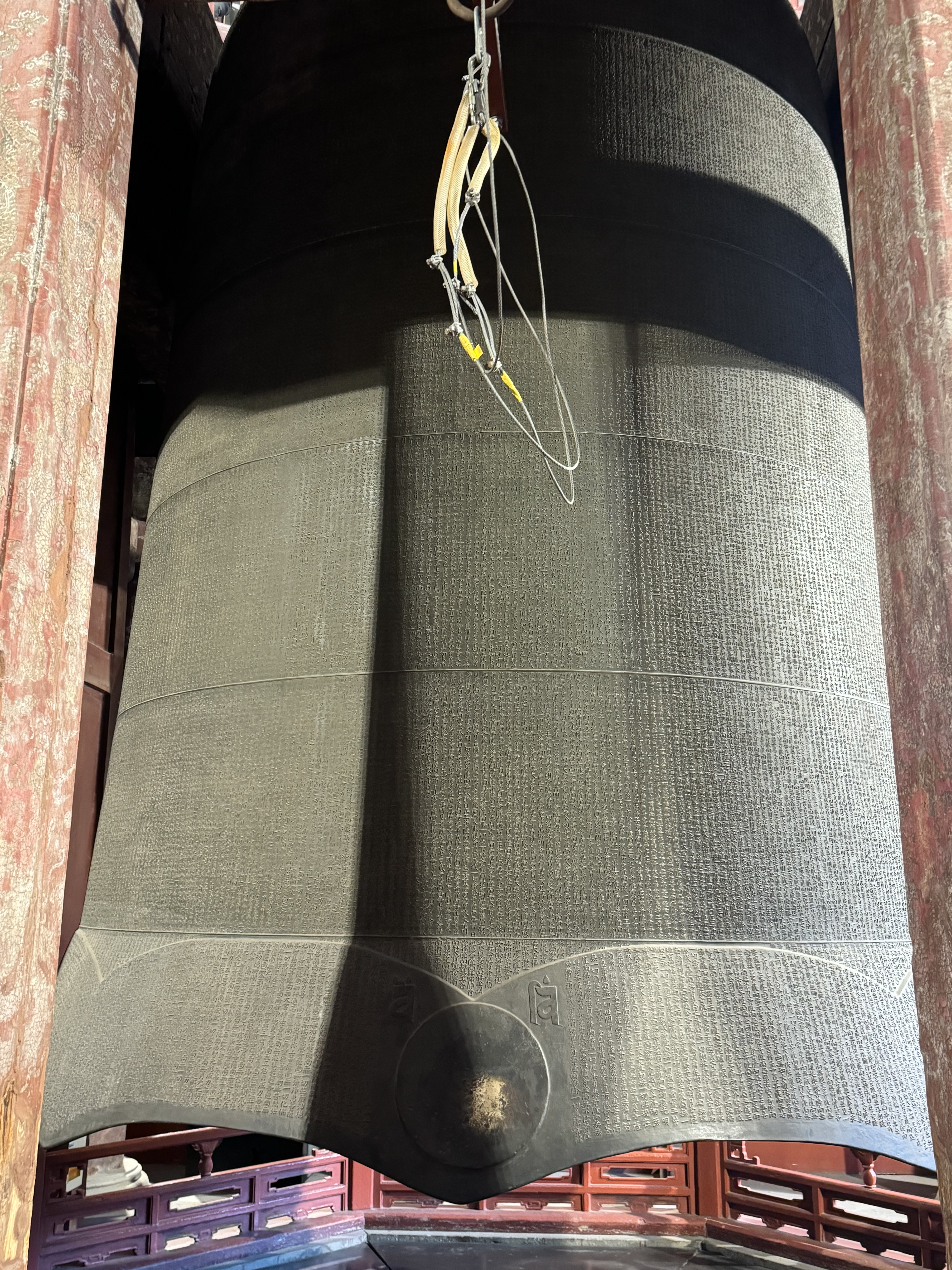
大钟敲击处（钟左侧）
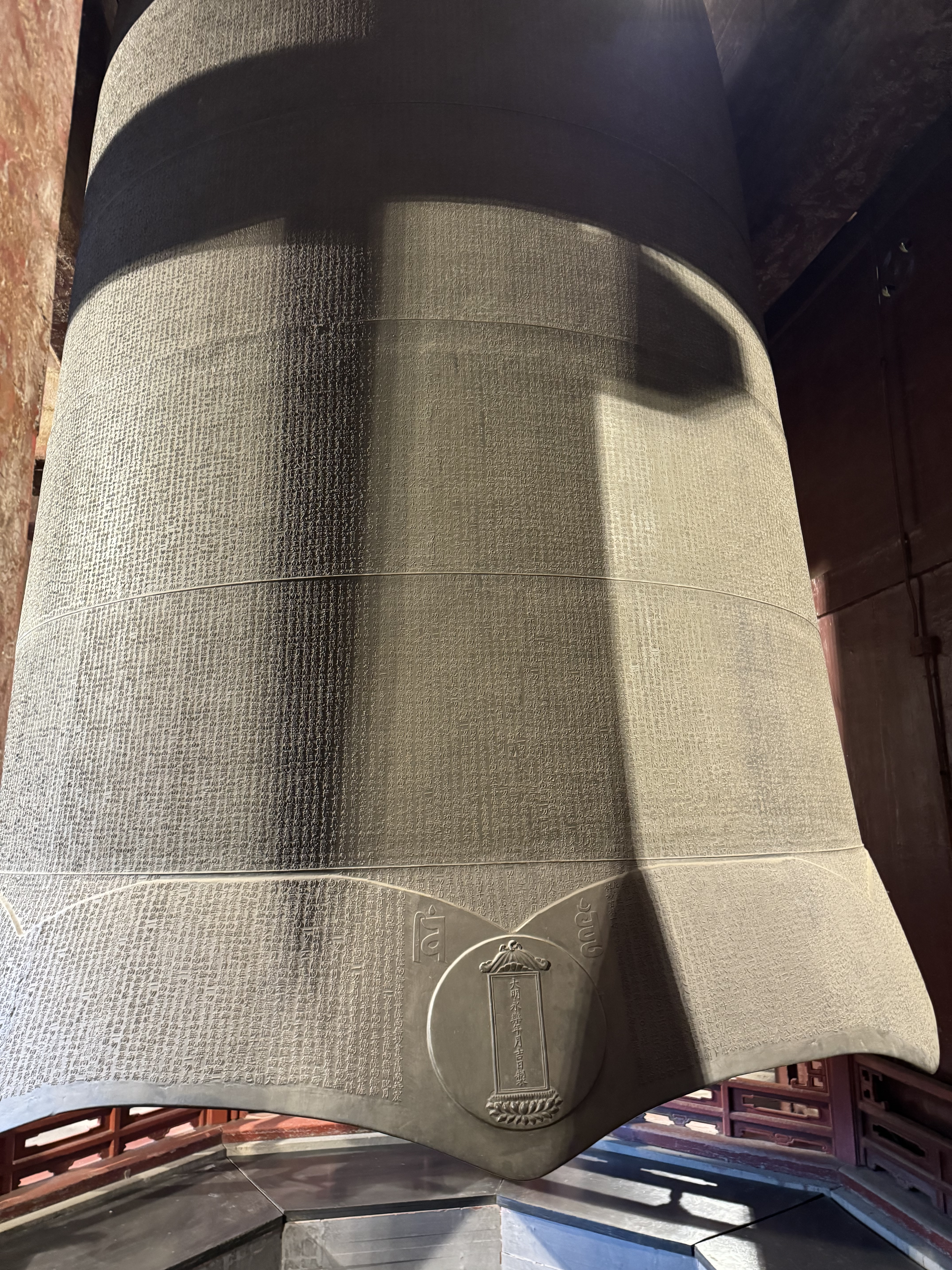
"大明永乐年月吉日制"铭文（钟右侧）
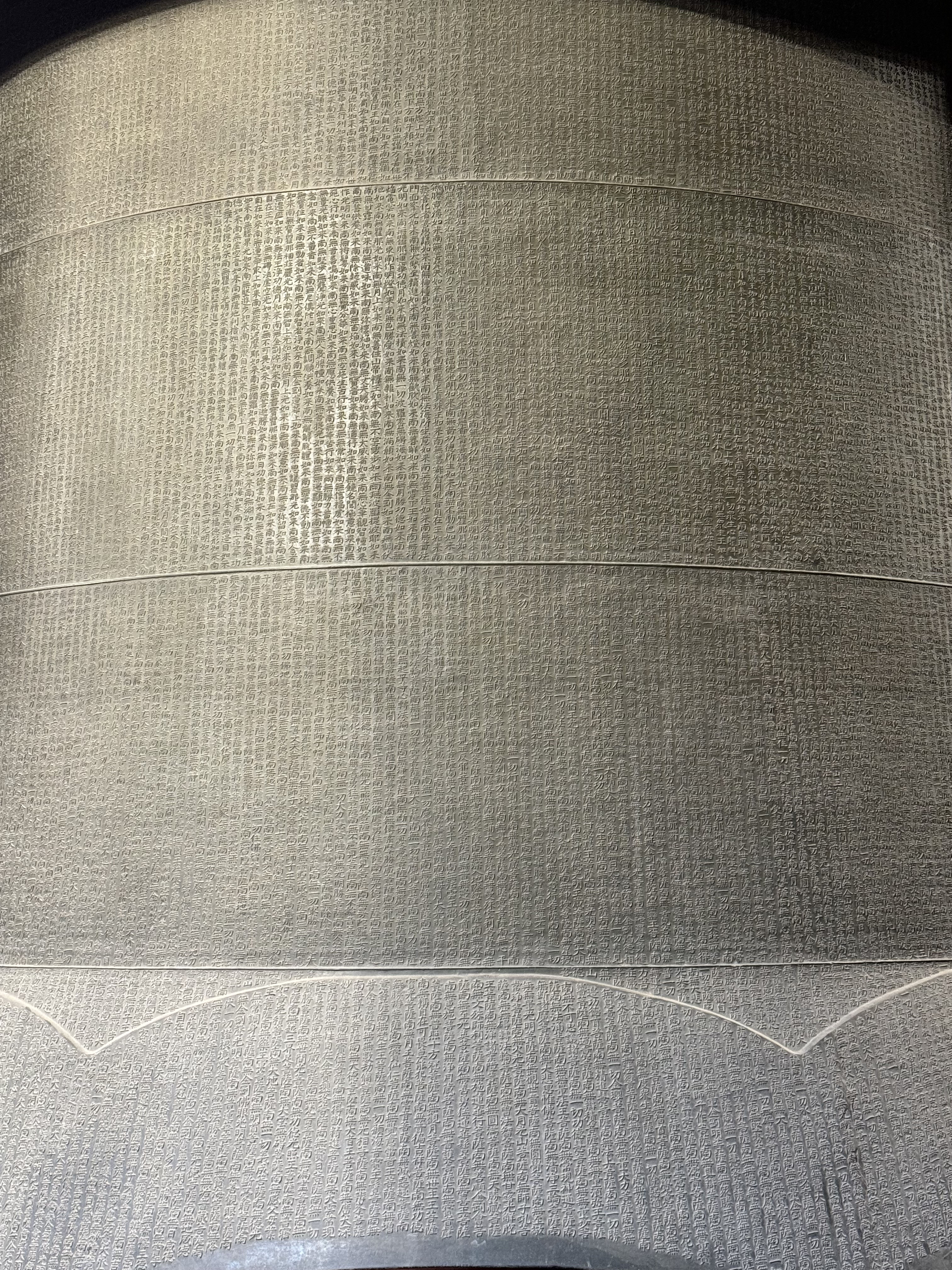
经文特写

### 乾隆朝钟

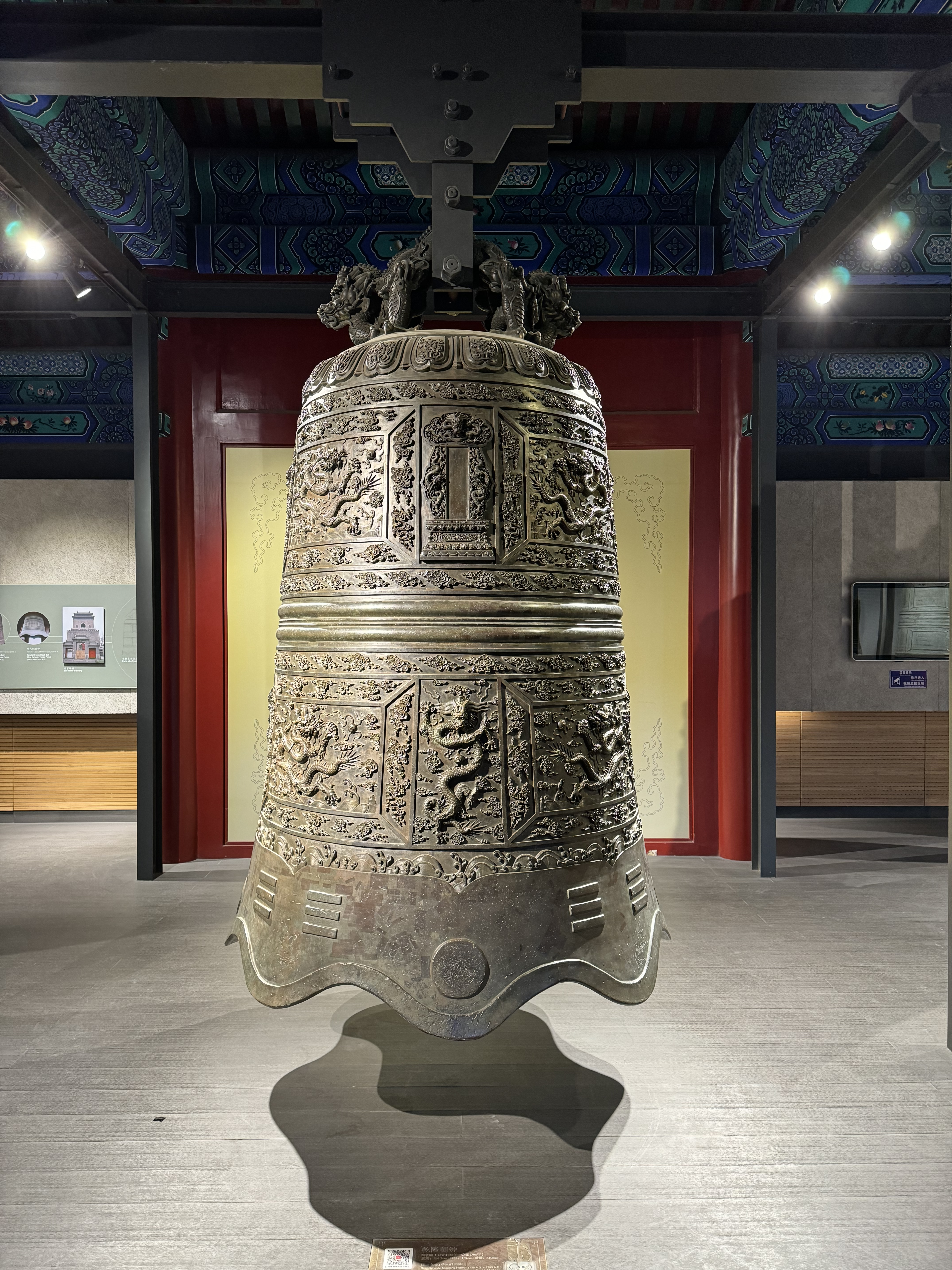
乾隆朝钟

朝钟位于质器庄严展厅，原觉生寺观音殿。钟高2.54米，口径1.57米，重3108公斤。双龙头蒲牢纽，钟身和中间供牌上均无铭文。因钟体有各异飞龙，且钟群处铸有八个“乾”卦，二者合在一起即为“乾隆”之意。钟身上每个方阵中均铸有一条高浮雕蛟龙，共二十二条。朝钟作为皇权象征会用在朝会，典礼，国家祀殿等。此钟是大钟寺古钟博物馆古钟中最精美的钟之一。据场馆介绍，乾隆帝曾将它悬于故宫午门之上。

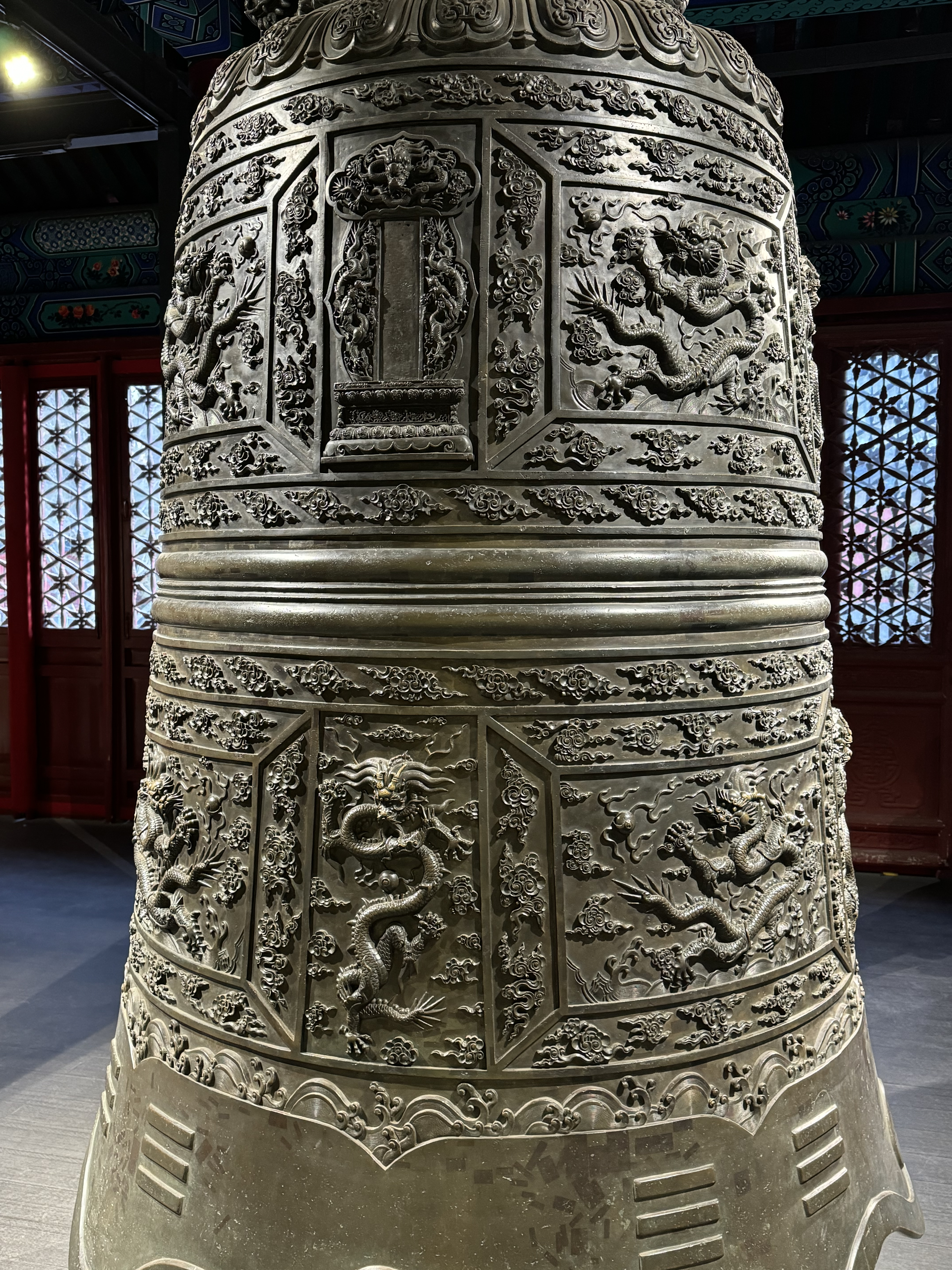
背面
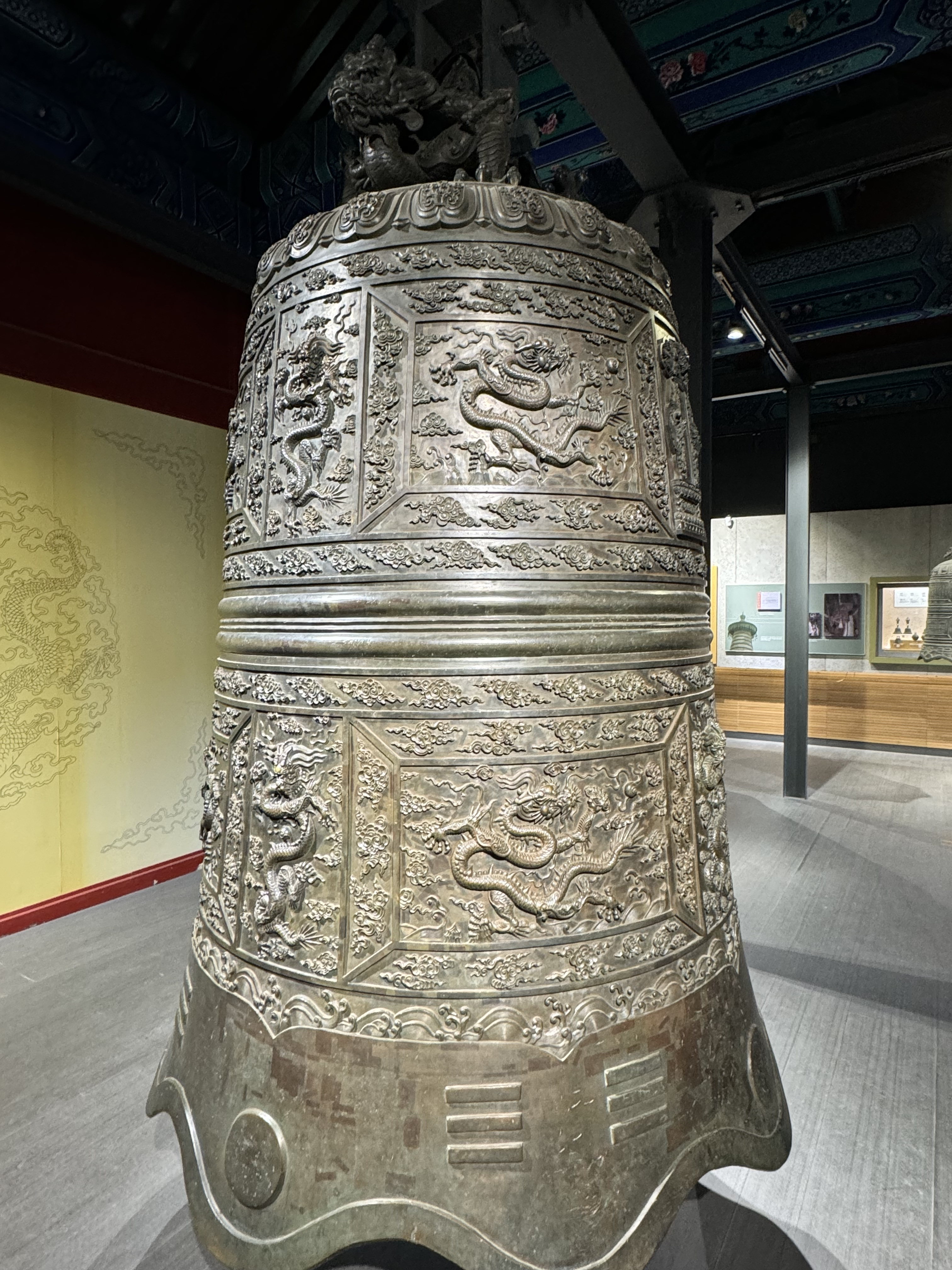
左侧面
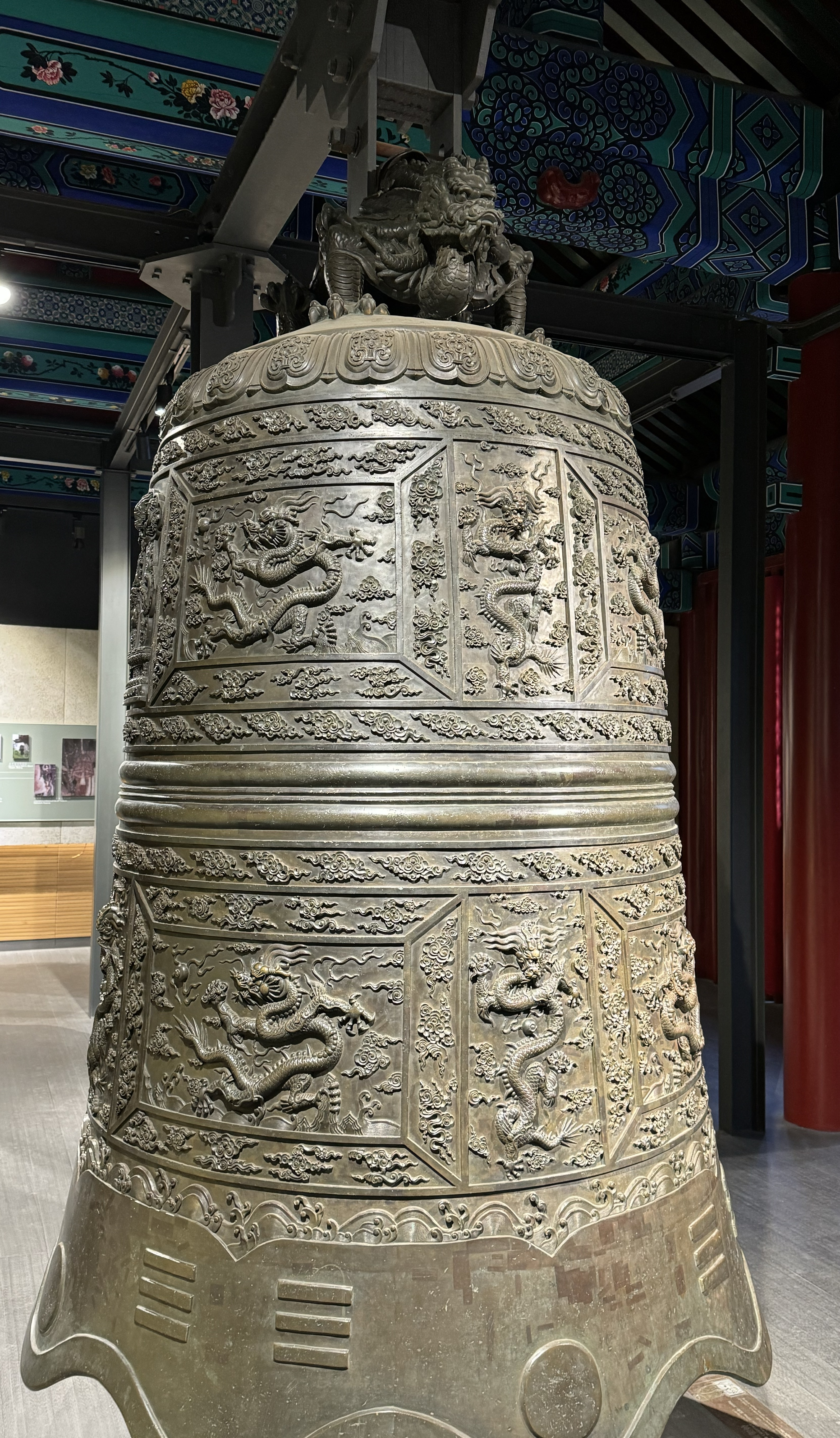
左背面
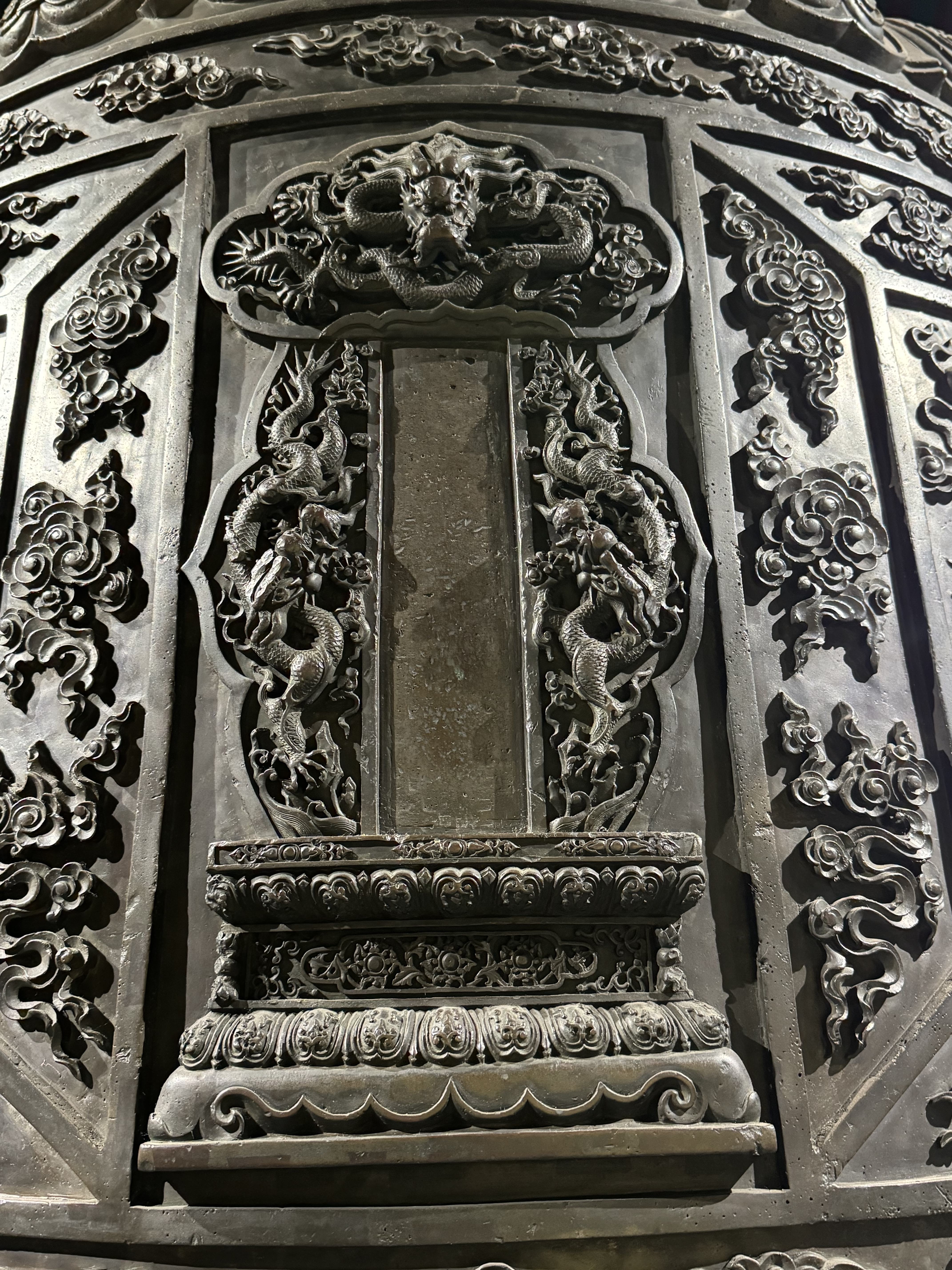
供牌无铭文
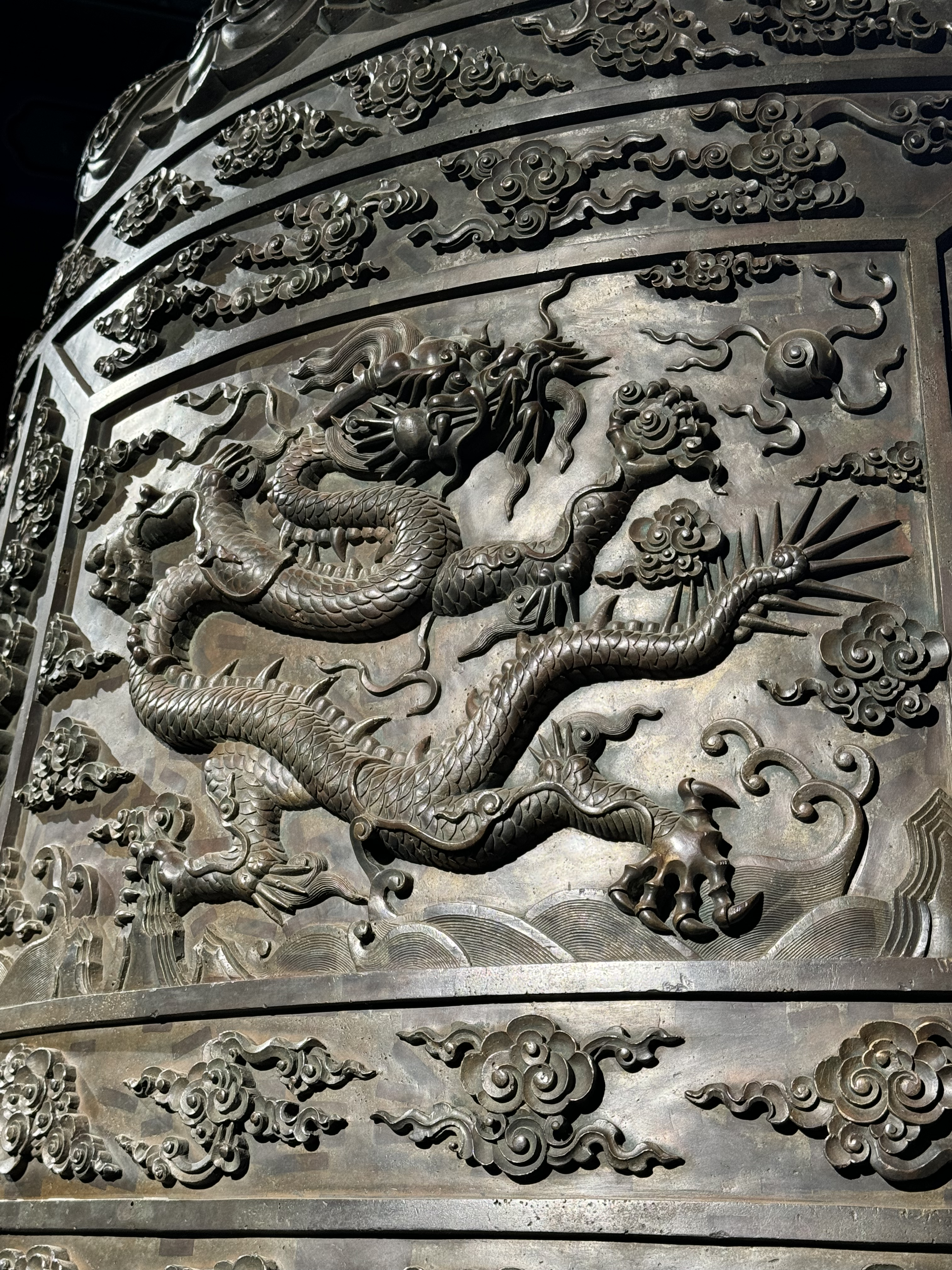
蛟龙特写
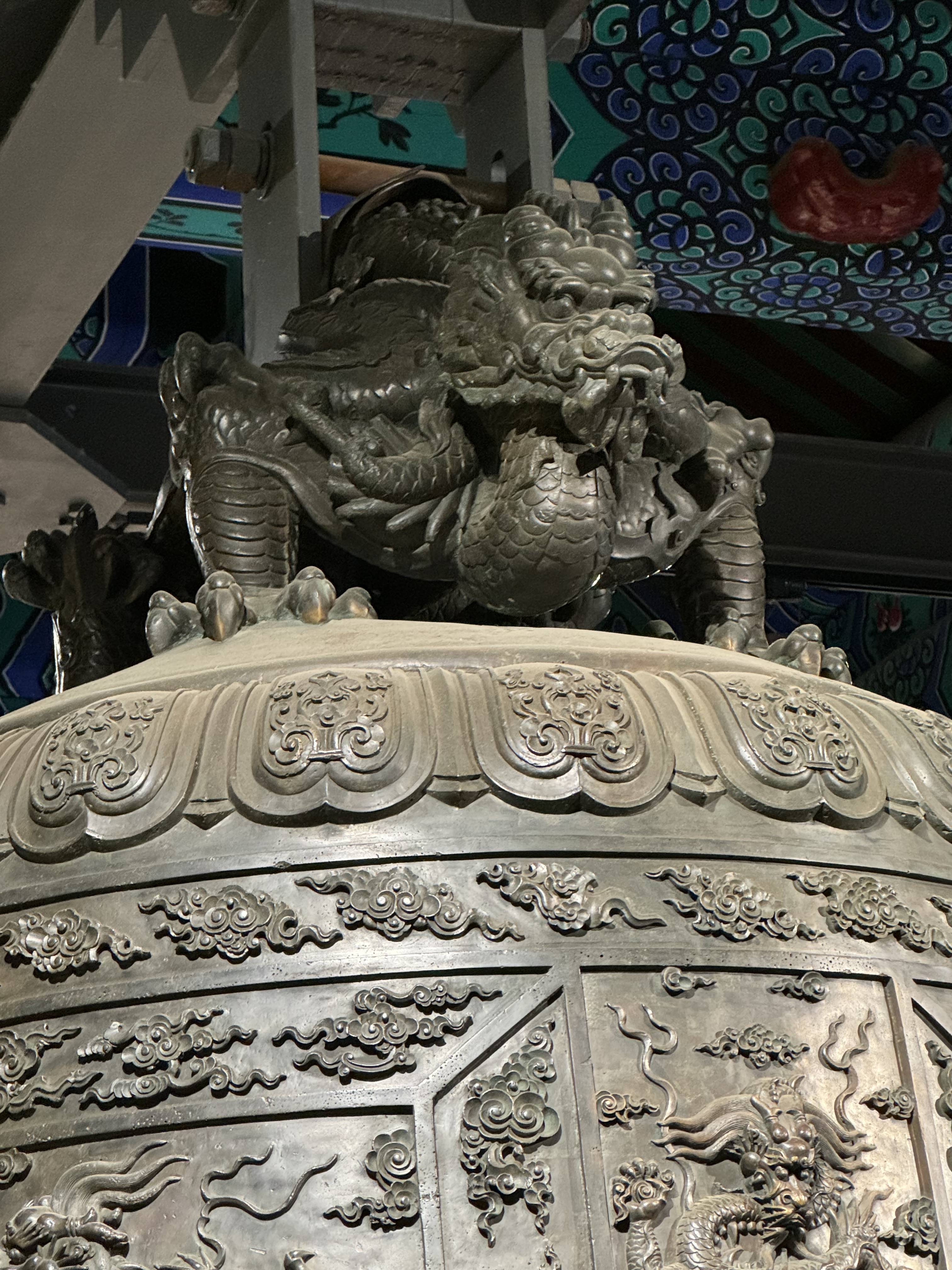
双龙头蒲牢纽

## 保护
1957年，觉生寺成为北京市级文物保护单位
1980年3月11日 北京市批准成立大钟寺文物保管所
1985年10月4日 大钟寺古钟博物馆成立
1996年12月27日 大钟寺被国务院公布为第四批全国重点文物保护单位

## 图库

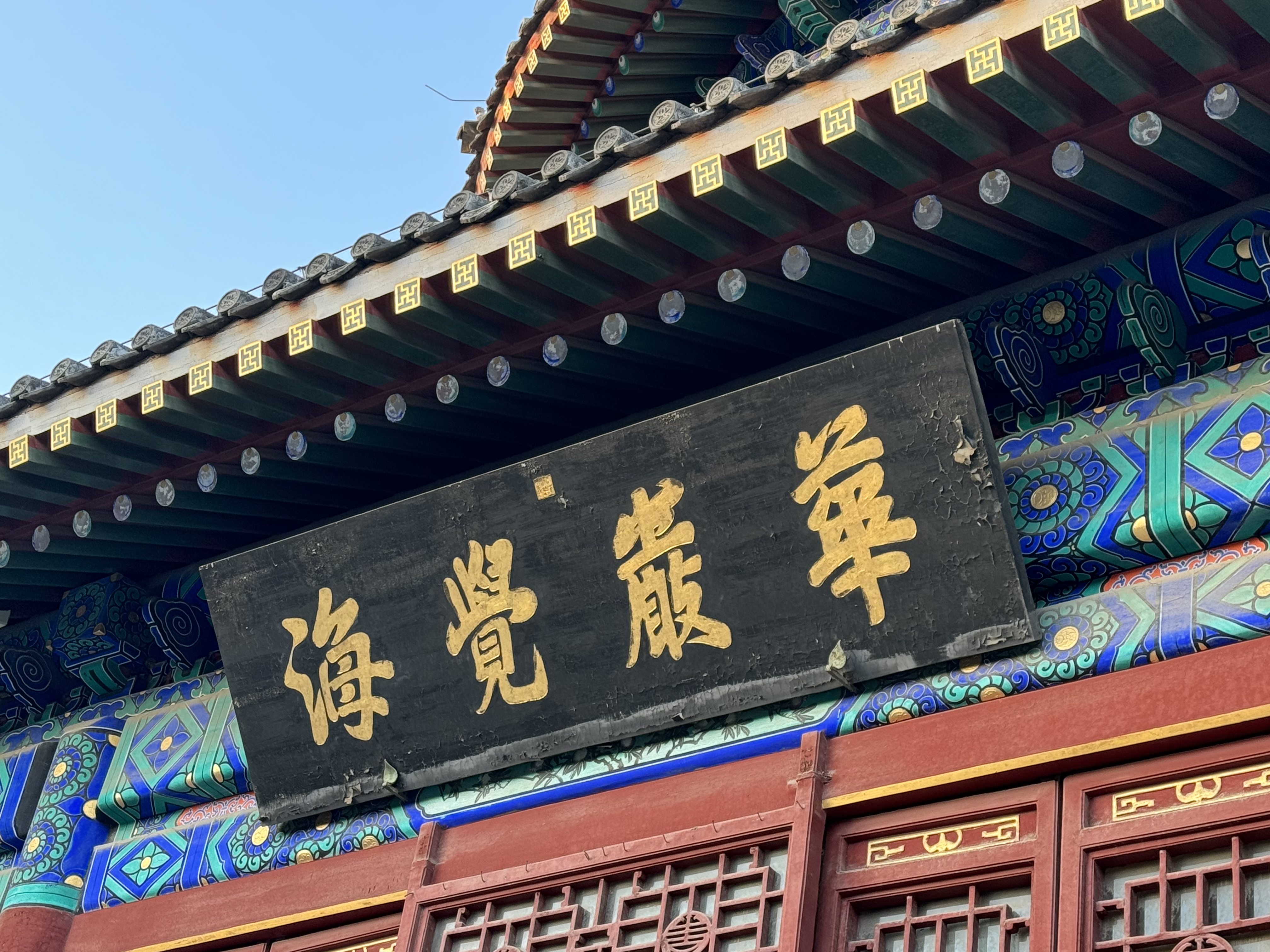
华严觉海匾额
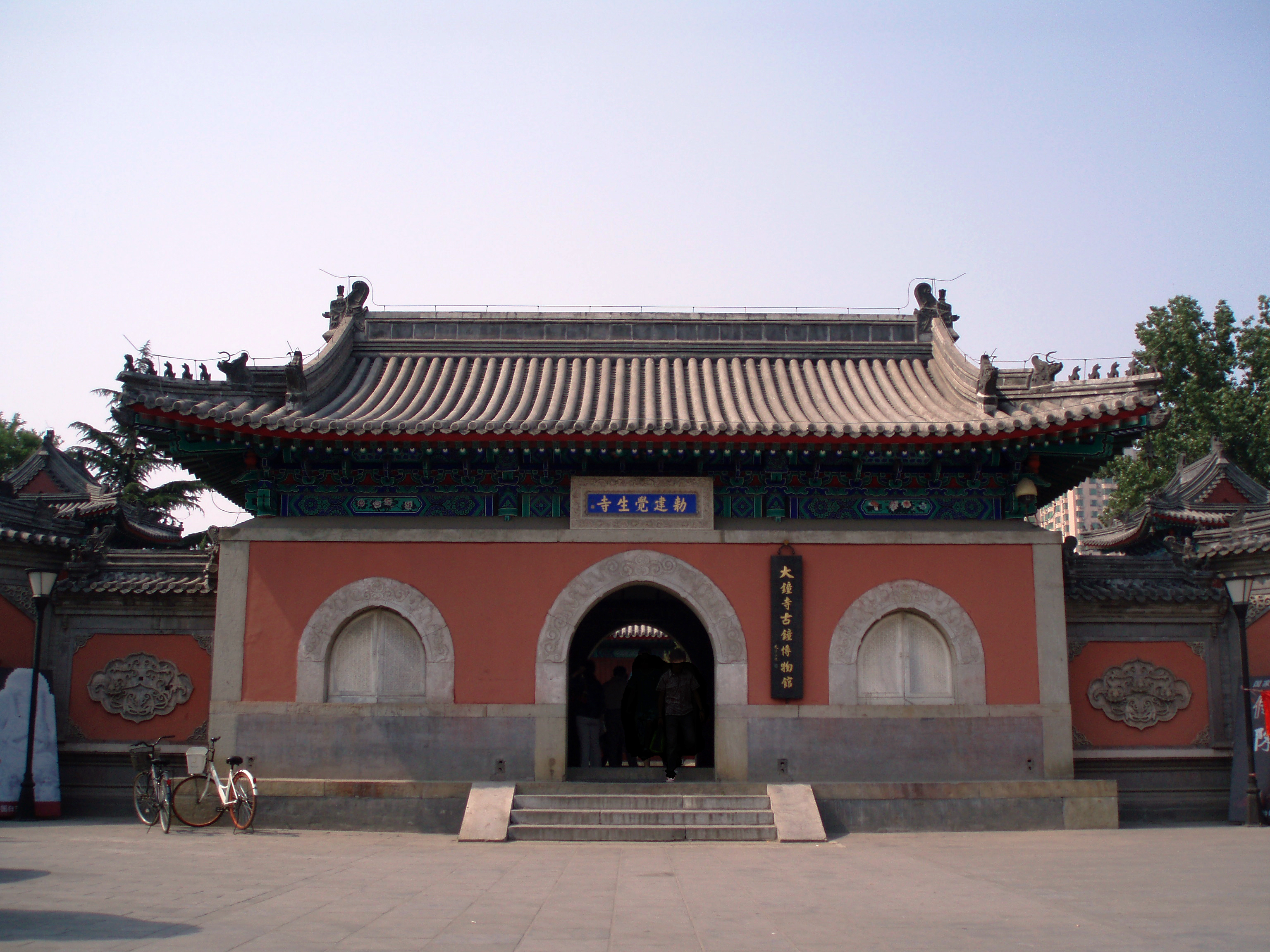
大钟寺山门
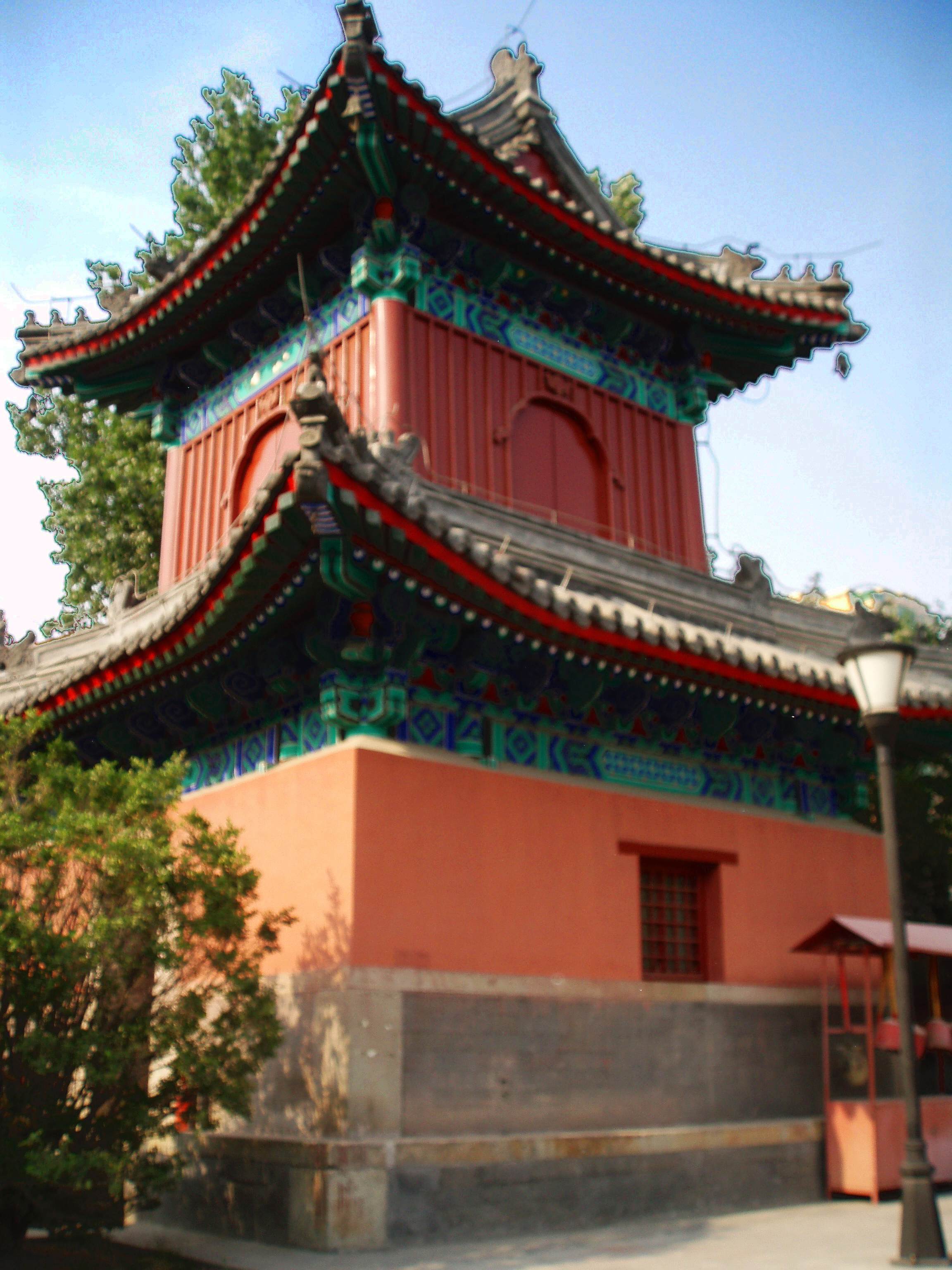
钟楼
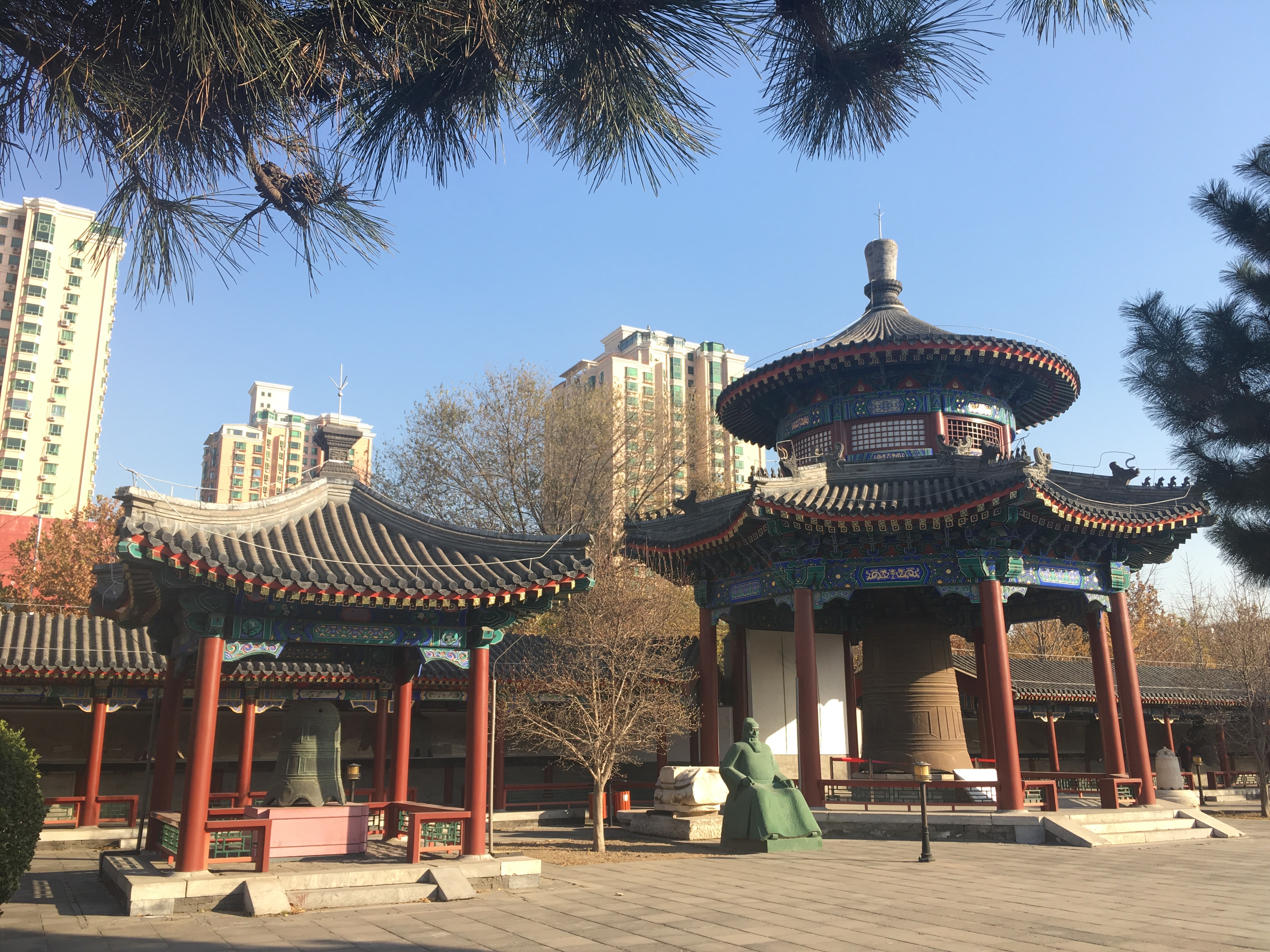
扩建的九亭钟园

## 腳
1. ↑  〈大钟寺古钟博物馆 （页面存档备份，存于）〉，北京科普之窗。
2. ↑  宋子琪. . 大钟寺博物馆微信公众号. 2020-05-01  [2024-04-30]. （原始内容存档于2024-04-30）.

## 外部連結
- 大鐘寺[永久] 相冊，2005年4月9日
- 北京的寺廟[永久]
- 北京寫真集（日文）